# Justiφ's
「Justiφ's」（ジャスティファイズ）は、DA PUMPのヴォーカリストISSAの初のソロシングル。

## 解説
「平成仮面ライダーシリーズ」第4作『仮面ライダー555』の主題歌。
前述の通り、ISSAとしては初のソロシングルだが、本シングルは企画盤扱いのため、公式には次作である「PLAY,THIS,SATISFY」（2003年4月23日リリース）がソロデビュー曲とされている。
従来の「仮面ライダーシリーズ」（劇場版・OVなど除く）の主題歌は、主演俳優やアニメソング歌手が歌唱しており、アニメ・特撮ソングを活動の中心としない歌手が歌唱を担当するのはシリーズ初となる。また、本作品以降のシリーズの主題歌は、一部を除きアニメ・特撮ソングを活動の中心としない歌手が担当することになる。
ISSAは仮面ライダーシリーズの熱心なファンであり、映画『仮面ライダー THE NEXT』でも同様に主題歌を歌唱している。
タイトルは「Justify（「正当化する」の意味）」と、「φ's（ファイズの英表記）」のかばん語。

## 収録曲
1. Justiφ's
  - 作詞：藤林聖子 / 作曲：佐藤和豊 / 編曲：中川幸太郎
2. Dead or alive 
  - 作詞：藤林聖子 / 作曲：吉田勝弥 / 編曲：近藤昭雄 / 歌：石原慎一

テレビドラマ『仮面ライダー555』挿入歌
3. Justiφ's (オリジナル・カラオケ)
4. Dead or alive (オリジナル・カラオケ)

## アレンジ・カバー
アレンジ
- Justiφ's-Accel Mix - 三宅一徳が編曲。映画『劇場版 仮面ライダー555 パラダイス・ロスト』の主題歌として使用された後、本編第40話で挿入歌として使用された。
- Justiφ’s（Ver.RIDER CHIPS） - RIDER CHIPSが編曲。2009年のアルバム『Masked Rider series Theme song Re-Product CD SONG ATTACK RIDE Second featuring BLADE 555 AGITΩ』に収録。
- Justiφ’s（Ver.Shuhei Naruse） - 鳴瀬シュウヘイが編曲。2009年のアルバム『Masked Rider series Theme song Re-Product CD SONG ATTACK RIDE Second featuring BLADE 555 AGITΩ』に収録。

カバー
- ロジャー・クォック（郭晋安） - 広東語版。
- 半田健人 - 2017年11月1日発売のカバーアルバム『HOMEMADE』に収録。半田は『仮面ライダー555』にて主人公・乾巧を演じていた。
- 半田健人 & 村上幸平 - 2018年10月21日発売のカバーシングル『Justiφ's』に収録。村上は『仮面ライダー555』にて草加雅人を演じていた。